# 全国特別支援学校病弱教育校長会
全国特別支援学校病弱教育校長会（ぜんこくびょうじゃくようごがっこうちょうかい）は、東京都に本部を置く病弱特別支援学校の校長、教育機関の代表者等の団体である。病弱教育に関する調査研究、振興を目的とする。